# Cimetière des Momies d'Urbania
Le Cimetière des Momies d'Urbania est un ensemble de momies rassemblées à l'intérieur de l'église des Morts qui se situe Via Filippo Ugolini à Urbania, une ville située dans la province de Pesaro et d'Urbino dans les  Marches en Italie. 

## Histoire
L'église des Morts conserve en son intérieur le Cimetière des Momies, connu pour un phénomène de momification naturelle due à une moisissure particulière qui a asséché les cadavres en absorbant leurs fluides corporels. 
La sépulture des corps était faite derrière la petite église appelée à l'époque Cappella Cola, située à côté du couvent et de l'église San Francesco, dans un terrain utilisé comme cimetière.
L'édit napoléonien de Saint-Cloud de 1804 a institué pour des raisons sanitaires les cimetières extra-urbains. Les cimetières intra-muros étant démantelés, à proximité de l'église furent trouvés dix huit corps intacts momifiés. 
Les corps conservent leur squelette, la peau, les organes internes et dans certains cas les cheveux et les organes génitaux.
En 1833, la Confraternita della Buona Morte, fondée en 1567 à Casteldurante (l’ancien nom de Urbania), s'est chargée de la récupération et de la disposition des corps derrière le maître-autel sous la protection de San Giovanni Decollato, représenté dans un tableau d'un artiste local.
Depuis lors, la chapelle Cola prit le nom de Chiesa dei Morti.
Dans les années 1960 et 1970, des anthropologues et biologistes cherchent à donner une explication scientifique plausible au phénomène : il s'agirait d'une moisissure particulière (Hipha bombicina pers) qui grâce au type de terrain a provoqué l'assèchement des corps en recouvrant entièrement ou en partie certains cadavres et empêchant ainsi leur putréfaction.

## Les Momies
Chaque momie possède une histoire particulière :
Au centre du groupe se trouve le prieur de la Confraternita,  Vincenzo Piccini vêtu de sa tunique blanche et noire de la cérémonie funèbre ; son épouse Maddalena et son fils qui ont été momifiés par la suite avec des procédés chimiques. 
Les autres corps sont surmontés de cartouches comportant des phrases bibliques invitant à méditer sur la fugacité de la vie. 
Parmi les momies les plus anciennes se trouve celle du boulanger dit Lunano ; la femme morte après un accouchement par césarienne ; un jeune homme poignardé lors d'un bal dont on voit la coupure par lame, dont on voit le cœur asséché et percé par la lame du poignard ; le pendu ; l'homme enterré en état de mort apparente mais encore vivant.

## Intérêt scientifique
Les momies d'Urbania suscitent un grand intérêt de la part des curieux, visiteurs, journalistes et télévisions : en 2002 une équipe du  National Geographic Channel, pour un épisode de la série The mummy road show (« La Route des Momies ») a filmé la crypte ; le pneumologue Ron Beckett et le radiologue Jerry Conlogue ont ausculté et analysé les corps en révélant que le prêtre Muscinelli souffrait probablement de diabète. Ils ont noté aussi des formes d'arthrites aiguës et de pneumonies.

## Sources
- Voir liens externes